# ويليام روس (فيلسوف)
ويليام روس (بالإنجليزية: W. D. Ross)‏ (و. 1877 – 1971 م) هو فيلسوف، ومترجم بريطاني، ولد في تورسو، كان عضوًا في الأكاديمية البريطانية، والأكاديمية الأمريكية للفنون والعلوم، توفي في أكسفورد، عن عمر يناهز 94 عاماً.

## مناصب
تولى منصب Vice-Chancellor of the University of Oxford ‏
.

## التعليم
تعلم في كلية باليول بجامعة أوكسفورد، وتعلم في جامعة إدنبرة، وتعلم في Royal High School, Edinburgh ‏
.

## الخدمة العسكرية
خدم في الجيش البريطاني.

## جوائز
حصل على جوائز منها:
- نيشان الإمبراطورية البريطانية من رتبة فارس قائد
- زميل الأكاديمية البريطانية

## روابط خارجية
- ويليام روس على موقع الموسوعة البريطانية (الإنجليزية)